# Machado-Josephs sjukdom
Machado-Josephs sjukdom (MJD) eller Spinocerebellär Ataxi av typen 3 (också kallad SCA3) är en ärftlig ataxisjukdom som identifierades för första gången på 1970-talet på Azorerna och 1983 i Europa. 
Sjukdomen är väldigt ovanlig och drabbar ungefär 3 av 100 000 personer. Högst är förekomsten bland människor av portugisisk/azorisk härkomst. Som exempel kan nämnas att bland invandrare med portugisiska anor i New England, är förekomsten ungefär en på 4000. Den högsta förekomsten i världen finns på den australiensiska ön Groote Eylandt där 5 % av befolkningen uppvisar symtptom eller löper risk, efterföljt av ön Flores i Azorerna där ungefär en av 140 har sjukdomen.
I Sverige finns den ideella föreningen SCA Network som jobbar för att hjälpa drabbade familjer med information och stöd. Föreningen jobbar också för att stödja den forskning som görs.

## Historia
Sjukdomen identifierades först 1972. Till skillnad från många andra sjukdomstillstånd är Machado-Josephs sjukdom inte namngiven efter forskare. Den är uppkallad efter två män (William Machado och Antone Joseph) som var patriarkerna i de familjer där sjukdomen ursprungligen beskrevs. Ovanstående familjer härstammar från Azorerna, den etniska grupp där sjukdomen är mest utbredd.

## Symptom
Symtom på MJD är minnesförlust, spasticitet, svårigheter med tal och sväljning, svaghet i armar och ben, klumpighet, täta urinträngningar och ofrivilliga ögonrörelser. Symtomen kan inledas i början av tonåren och de förvärras med tiden. Så småningom leder MJD till förlamning, men intellektuella funktioner förblir oftast oförändrade.

## Behandling
Det finns inget botemedel mot Machado-Josephs sjukdom. Däremot finns behandlingar tillgängliga för vissa symtom. Till exempel kan spasticitet reduceras med kramplösande läkemedel, såsom Baklofen. Parkinsons symptom kan behandlas med Levodopa. Prismaglasögon kan minska dubbelseende. Sjukgymnastik och/eller arbetsterapi kan hjälpa genom att erbjuda hjälpmedel för att öka patienternas självständighet, ge träning och övningar för att bibehålla rörligheten för olika leder och allmän hälsa för att minska risken för fallolyckor. Rullator och rullstol kan i hög grad hjälpa patienten med vardagliga sysslor. Vissa patienter upplever svårigheter med tal och att svälja, en logoped kan hjälpa till att förbättra den kommunikativa förmågan och problem med att svälja.

## Prognos
Livslängden varierar hos människor med sjukdomen. En normal livslängd förväntas hos patienter med en mild form av MJD. De med svåra former av MJD förväntas leva i 30-40 år. Dödsorsaken för de som dör tidigt är ofta aspiration och lunginflammation.

## Patofysiologi
Sjukdomen orsakas av en mutation i ATXN3-genen, som ligger på kromosom 14 (14q32.1). I exon 10 innehåller genen långa oregelbundna upprepningar av koden "CAG" som producerar ett muterat protein som kallas ataxin-3.
MJD är en autosomalt dominant sjukdom, vilket innebär att om någon av föräldrarna är bärare löper barnet 50 % risk att få sjukdomen.
Pons (en del av hjärnstammen) är ett av de områden som drabbas av MJD. Striatum (ett område i hjärnan kopplat till balans och rörelse) påverkas också, vilket kan förklara de båda huvudsakliga motoriska problem orsakade av MJD, åtdragningen och vridning av benet samt abrupta, oregelbundna rörelser.
I drabbade celler bygger detta protein upp och ansamlar intranukleära inklusionskroppar. En hypotes är att dessa olösliga aggregat stör den normala aktiviteten av cellkärnan och inducerar cellen att degenerera och dö.[källa behövs]

## Diagnos
MJD kan diagnostiseras genom att känna igen symptomen och genom att söka i släkthistorian. Läkare frågar patienterna om vilken typ av symptom släktingar med sjukdomen hade, progressionen och graden av symptom samt när i åldrarna familjemedlemmar utvecklade symptomen.
Presymptomatisk diagnos av MJD kan göras med ett genetiskt test. Direkt detektion av den generiska mutation ansvarig för MJD har funnits sedan 1995. Genetisk testning ser på antalet CAG-upprepningar inom den kodande regionen av MJD / ATXN3 genen på kromosom 14. Testet kommer att visa positivt för MJD om denna region innehåller 61-87 repetitioner, i motsats till de 12-44 upprepningar som finns hos friska individer. En begränsning med detta test är att om antalet CAG-upprepningar hos en testad person faller mellan det friska och patogena intervallet (45-60 upprepningar) så kan testet inte förutsäga om personen kommer att få MJD-symptom.